# Jesús Ramos Huete
Jesús Ramos Huete (Mataró, 5 d'agost de 1957), és un cineasta experimental, videoartista (*) i escriptor cinematogràfic espanyol.

## Biografia[calcitació]
Nascut el 5 d'agost de 1957 a Mataró, prové d'una família granadina. Va estudiar Psicologia i Guió en universitats de Barcelona, i va participar en cursets de direcció a Sant Antoni dels Banys (Cuba).
Va exercir com a professor de guió i com a actor, professió que  continua exercint esporàdicament. Des del 2000 ha realitzat, guionitzat i produït curts com Amaurosis, El viatger acolorit, Gràcia Exquisida, Gràcia radical, Nu, In crescendo, Animals i ninots lascius, El beuratge d El Bosco (...). Fou considerat un Pope del curt radical espanyol per la revista de cinema Fotogrames, i anomenat el Príncep de l'Underground per la seva capacitat de rodar fora dels marges de la indústria. També va participar com a artista espanyol en la performance Cleaning the House de Marina Abramović, en la Fundació MNAC.

## Obra[calcitació]
La seva obra es considera insòlita i surrealista, crítica contra el sistema però servint-se de l'humor.
Des del 2000 guionitza i realitza peces audiovisuals que abasten des de curtmetratges experimentals a videoart o videocreació. La seva trajectòria es manifesta des de la independència, l'autodeterminació i la col·laboració que exigeixen el moure's pels marges. Imparteix seminaris de guió a l'ESCAC i al Taller de Guionistes de la productora Rodar i Rodar. Ha obtingut premis nacionals (Setmana de Cinema Experimental de Madrid) i internacionals (Visionària, International Vídeo Festival). És coautor al costat de Joan Marimón Padrosa del Diccionari del guió audiovisual, primer en el seu gènere, i que serveix de referència a les escoles de cinema de parla hispana, obtenint el premi a la millor contribució al guió pel (GAC), Guionistes Associats de Catalunya. S'han realitzat documentals en els quals parla del seu procés creatiu com a escriptor cinematogràfic i videoartista: Le vrai Jésus (2005) de Stéphane Beaudoine per al INIS (Quebec) i Paisatges domèstics (2009) d'Elisabeth Prandi (Barcelona). El seu curtmetratge In crescendo (2001) ha estat seleccionat pel Centre de Cultura Contemporània (CCCB) i la Societat Estatal per a l'Acció Cultural Exterior (SEACEX) per formar part del programa De l'èxtasi a l'arravatament, constituït per 40 obres experimentals de tota la història del cinema espanyol. Al desembre de 2012 el Festival de Vídeo d'Autor FLUX de Arts Santa Mónica (Barcelona) li dedicà un programa monogràfic en el qual estrenà el videoart "Autoretrat com a terra".

## Filmografia[calcitació]
(*) Part de la Filmografia com a cineasta experimental independent i videocreador
- Gràcia Exquisida (2000). Curtmetratge surrealista realitzat entre diversos realitzadors: Mar Ximenis, Denise Castro, Guillem Ventura, Mario Torrecillas, Agustín Villaronga, Joan Marimón, Jordi Marcos, Armand Rovira, Elisabeth Prandi, Paco Utray, Oriol Sánchez, Guillem Riera, Joaquín Torres, Guillem Morales, Alvar Puig i el mateix Jesús Ramos.
- Nu (2001)
- Gràcia radical (2001) Documental experimental (Versió de Gràcia Exquisida)
- In crescendo (2001) Codirección amb Joan Marimón
- Amaurosis (2003)
- Animals i ninots lascius (2004)
- El viatger acolorit (2004) de Joan Marimón. Col·laboració: Jesús Ramos.
- Elles ballen, ells esperen (2005)
- Reflexos i ombres (2005)
- Jo sóc l'altre (2005)
- L'animal difusor (2004)
- Els homes invisibles no tenen pell però tenen ànima (2005)
- Sanguis Jovis (2005)
- Vull cardar a una deessa (2005)
- L'aigua del castell vermell (2006)
- El fantasma confús (2006)
- Sanguis Granis (2007)
- Paisatge cel·lular (2007)
- Llums disperses (2007)
- El beuratge del Bosco (2007)
- Sanguis Sandis (2008)
- Oceà (2008)
- Els reflexos de QA'A (2006-2009)
- El despertar de la libèl·lula (2010)
- Autoretrat com a terra (2012)
- Jardins acúaticos amb presència divina (2019)

## Com a escriptor
- Diccionari del guió audiovisual. Editorial Oceà.(Coescrito amb Joan Marimón. 2003).